# Тригорский монастырь
Тригорский Свято-Преображенский мужской монастырь ― обитель Житомирской и Новоград-Волынской епархии в селе Тригорье Житомирской области.

## История монастыря
Находится на краю обрывистого скального мыса излучины реки Тетерев в 20 км от Житомира.
По неподтверждённым данным (поминальным спискам) монастырь основал в 1583 году князь Владимир Житомирский. Здесь уже якобы около 1575 года жили иноки, и поселился пришедший из Любара игумен Кирилл, ставший первым настоятелем Тригорской пустыни, называвшейся тогда Пустиньской и относившейся к Бердичевскому монастырю. Смущает, впрочем, что в конце XVI в. эти земли не были княжескими, а входили в Волынское воеводство Речи Посполитой. Возможно, под князем Владимиром Житомирским подразумевается удельный киевский князь Владимир Ольгердович, живший значительно раньше.
Более достоверные сведения о монастыре начинаются с начала XVII в. В «Ведомости о Тригорском Преображенском мужском монастыре» 1854 г. говорится: «Основателями сего монастыря в 1613 году были помещики Трояновского имения Николай и Феодор Александровичи Вороничи, православного исповедования». Братья Вороничи, владельцы Трояновского поместья, были фундаторами монастыря.
В предисловии к «Инвентарю Тригорской обители за 1775 год» говорится, что монастырь горел, имеется копия грамоты Николая Воронича 1613 года, по которой он по просьбе игумена Любарской обители Кирилла выделил монахам землю для устройства нового, пустынного монастыря. На уцелевшем рукописном Тригорском Евангелии первой половины XVII в. найдена надпись, свидетельствующая, что первая церковь была построена в честь Живоначальной Троицы: «Сия книга рекомая Евангелие … толковое … сложена и приданое есть церкви Божьей Святой Тройцы в обители Тригорской».
Подчинялся монастырь киевскому митрополиту. Киевский митрополит Петр Могила описал в книге «Лифос» (1644) свой приезд в Тригорский монастырь, где в то время проживали около 80 монахов, находящихся «в большом смирении и строгой жизни». Во времена боёв казаков с поляками обитель неоднократно подверглась разорению. Так, в 1651 году казаки, возвращаясь после поражения под Берестечком, напав, разграбили монастырь. Разрушена была и церковь Святой Троицы. Новый деревянный храм во имя Преображения Господня построен в 1685 году.
Тригорский монастырь становится униатским, в 1723 упоминается первый супериор монастыря ― Гедеон II Кузьминский. На базилианском съезде в Дубно монастырь приписали к Белоливскому монастырю в Галиции, подчинялся он Почаевскому монастырю, где было управление базилианского ордена. Происходил обмен почаевских супериоров с тригорскими.
К середине XVIII в. находилось около 10 иноков. Несмотря на это, в 1762 году на месте утлых деревянных келий вырос 2-этажный каменный братский корпус, на старинном кладбище в 1792 году построены церковь во имя иконы Божией Матери «Всех Скорбящих Радость», потом переименованная в честь жён-мироносиц, и церковь во имя влмч. Варвары.
Монастырь владел 17 селами, к концу XVIII в. он имел в собственности винокурный, пивоваренный и медовый заводы, водяную мельницу, пасеку, кузнецу и хлебопекарню. Монастырю принадлежал хозяйственный двор, где держали лошадей, скот, свиней и домашнюю птицу. Кроме того, монастырь имел прибыль от урожая из угодий и от крепостных. Годовая прибыль Тригорского монастыря за 1798 год достигала 66,30 польских злотых, или 994 рубля. Монастырь поддерживал жителей соседних сел во время неурожая.
При монастыре работали православная и католическая школы, с 1777 года ― больница. Настоятель Адриан Шубович пригласил известного львовского архитектора Иоганна Шнайдера, капитально перестроившего в 1782 году братский корпус.
Во время восстания гайдамаков (1768) монастырь захватил Иван Гонта, выгнавший униатского игумена Левицкого. Последний нашёл убежище в Уманском монастыре, но был там убит Максимом Зализняком.
В 1793 году после второго раздела Польши к Российской империи отошла восточная Волынь. Вместо четырёх епархий стало две ― Белорусская и Литовская. До 1795 года монастырь находился в ведении униатского митрополита Ростоцкого. Когда митрополию ликвидировали, монастырь был отдан под начало полоцкого униатского архиепископа Ираклия (Лисовского). Митрополит Иосиф Семашко собрал наиболее на его взгляд упорных униатов и католиков и сослал их в Тригорье. В 1798 году Тригорский монастырь причислили к Луцкой униатской епархии, а когда её закрыли, перевели снова к Полоцкой, а затем к Литовской. В 1839 году монастырь переходит в православные, настоятелем монастыря становится Леонтий Скибовский. Униатов из монастыря отправили в курский монастырь. Монастырь был передан Волыно-Житомирской православной епархии.

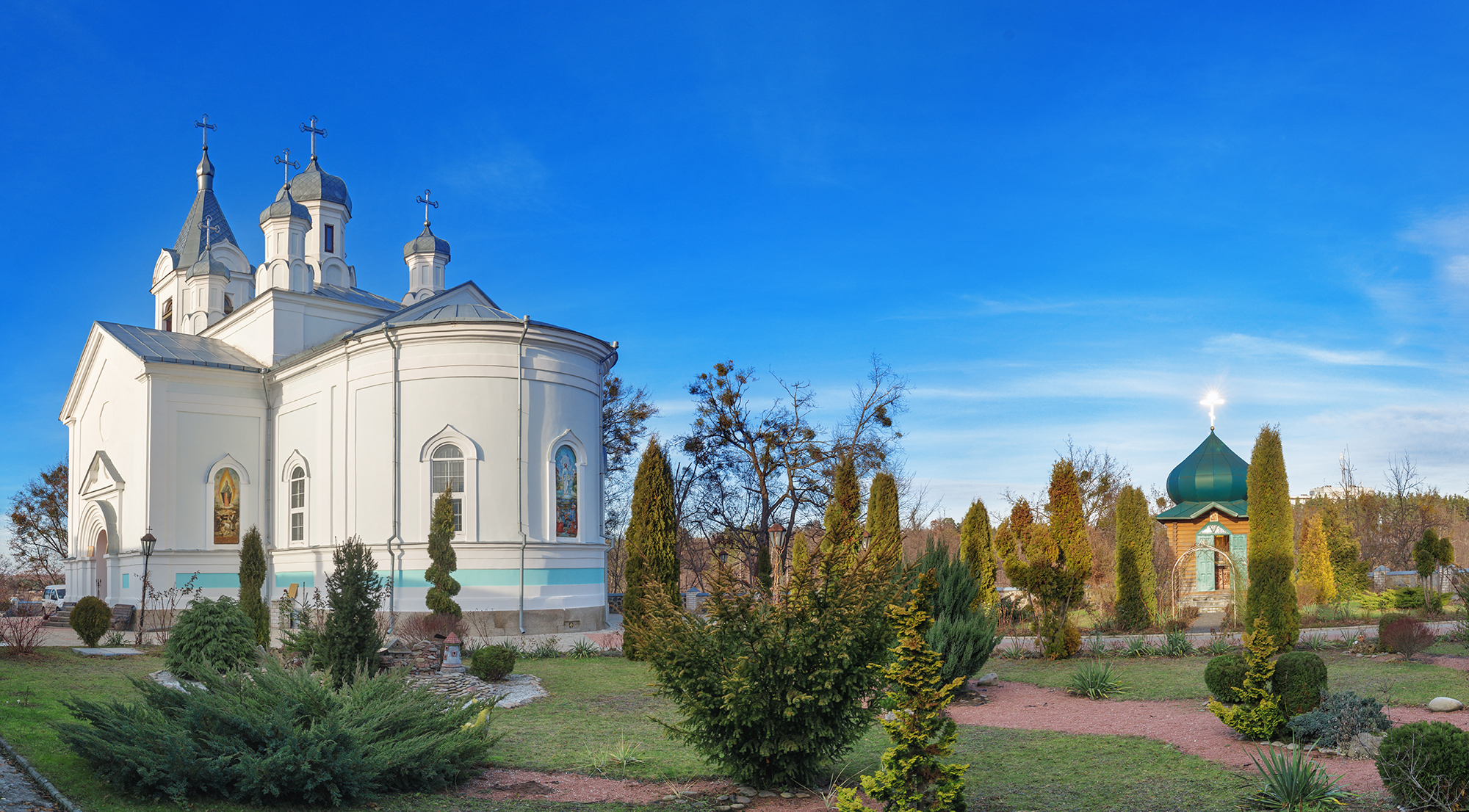
Спасо-Преображенский храм

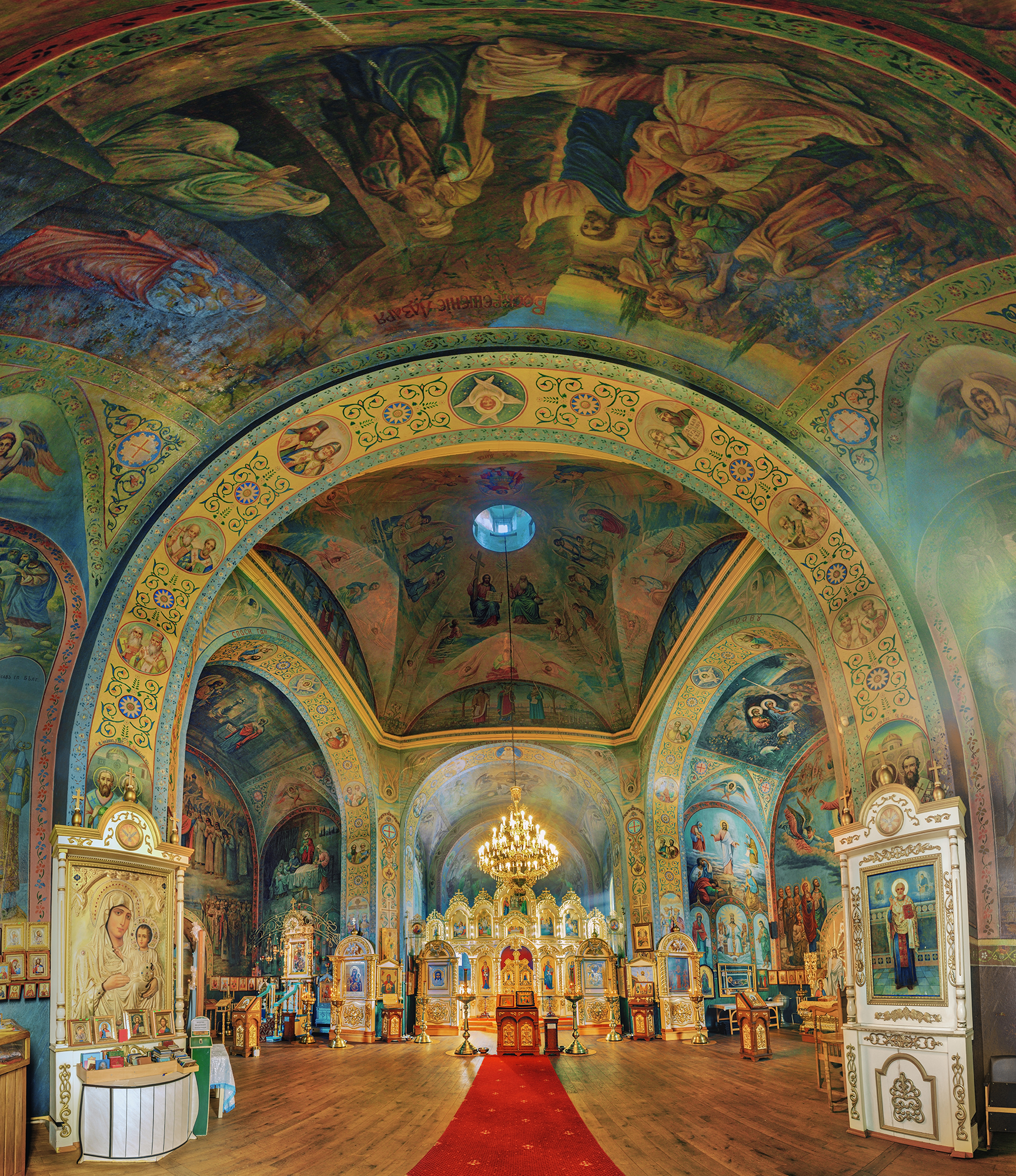
Убранство Спасо-Преображенского храма

Леонтий Скибовский пристроил к Преображенскому храму приделы свт. Николая Мирликийського и свт. Василия Великого. В 1848—1652 гг. построена каменная тёплая Богоявленская церковь. В 1854 г. архимандрит начал строительство кирпичного Преображенского храма, вместо старого деревянного. Строительство завершили в 1873 г.
Внутри Преображенского храма привлекают внимание фрески, особенно впечатляюща картина Страшного Суда. Церковь создана в русско-византийских архитектурных формах «тоновского» направления. Сооружение крестовое в плане, с полуциркульной апсидой, пятикупольное (боковые главы поставлены по углам центрального объёма), с колокольней над притвором, завершенной шатром.
Согласно утверждённым 1 января 1842 года штатам Тригорский монастырь относился к II классу. В монастыре было положено 16 человек братии: настоятель (архимандрит) ― 1, иеромонахов ― 6, иеродиаконов ― 3, монахов — 2, послушников ― 4. В 1862 году монастырь получил от казны разного вида земли ― пахотной и сенокосной ― 242 десятины. Однако, денег у монастыря тогда по всей видимости, не было. В 1887 году, например, жилые и хозяйственные постройки почти развлалились. Но всё-таки монастырь нашёл возможность открыть 23 октября 1883 года церковно-приходскую школу. В 1887 году её посещали 15 учеников. Обучал один из монастырских послушников.
В 1930-х гг обитель закрыли. Преображенский храм использовался как склад, а в братском корпусе находилась сельская школа. В 1938 году разрушили храмы Богоявленский и свв. Жен-Мироносиц.
В 1941 году монастырь был открыт немцами, и как приходской храм действовал до 1990 года. В монастырском же корпусе находилась сельская средняя школа.
В 1990 году вновь продолжилась в монастыре монашеская жизнь. Насельников ― монахов с послушниками к 2012 году около 20 человек.
Монастырский двор украшен декоративным садом, различными архитектурными формами. В монастыре ведутся ремонтно-реставрационные работы.
В 1984 году после постройки плотины на реке Тетерев вода поднялась на 20 метров. Под угрозой затопления оказались монашеские пещеры XIV в. и сам монастырь.
Священноархимандрит монастыря ― архиепископ Житомирский и Новоград-Волынский.

## Святыни монастыря
Святыней монастыря является местночтимая чудотворная икона Божией Матери «Тригорская», относящаяся по стилю письма к XVIII веку. По легенде, она явилась на источнике близ монастыря.
Также имеется список Пряжевской иконы Божией Матери и ковчег с частицами мощей свв. Киево-Печерских.